# 布濟尼奇卡河
50°39′17″N 18°21′41″E / 50.65472°N 18.36139°E
布濟尼奇卡河是波蘭的河流，位於該國南部，處於西里西亞省，屬於小帕內夫河的右支流，河道全長20公里，河口處在科洛諾夫斯凱附近。